# مارسيلو فيرنانديز
مارسيلو فيرنانديز (بالبرتغالية: Marcelo Fernandes) (20 أبريل 1971 في البرازيل - ) هو مدرب كرة قدم ولاعب كرة قدم برازيلي في مركز الدفاع. لعب مع أتلتيكو مينييرو وبورتوغيزا سانتيستا وجمعية بورتوغيزا الرياضية ونادي أيه بي سي ونادي جوينفيل ونادي ريو برانكو ونادي سانتوس ونادي كريسيوما ونادي بوتافوغو اس بي ونادي ريمو وأمريكا دي ناتال ‏ ونادي ناوتيكو.

## وصلات خارجية
- مارسيلو فيرنانديز على موقع قاعدة بيانات كرة القدم.إي يو (الإنجليزية)